# Fort Trio
Le Fort Trio est un monument historique de Guyane situé dans la ville de Matoury. Le fort se situe à l’embouchure de la crique Fouillée qui relie le Mahury à la rivière de Cayenne. Le fort est baptisé fort Trio en 1789 et tient son nom de la pointe Trio sur lequel il fut bâti.

## Historique
Le fort faisait partie d'un ensemble de fortifications construites au XVIIe siècle. L'ensemble fut détruit en 1817 par les Portugais, puis partiellement reconstruit (sous Louis-Philippe), dont le fort Trio en 1841. Sa reconstruction aurait coûté 25 000 francs,.
En 1881, le fort est jugé inutile dans la stratégie de défense de la Guyane. Il est déclassé le 5 juillet 1882, puis loué à des particuliers l'année suivante. Le 27 septembre 1902, le fort est cédé gratuitement à la colonie de Cayenne.
Le fort est inscrit monument historique par arrêté du 24 août 1995. Des bénévoles de l'association Chantiers Histoire et Architecture Médiévales ont participé à la restauration du fort entre 2010 et 2013.
En 2022, il n'existait toujours aucun projet officiel de réhabilitation du fort.